# Preistransparenzverordnung Treibstoffpreise 2011
Mit der Preistransparenzverordnung Treibstoffpreise 2011 wird die Bekanntgabe von Treibstoffpreisen reglementiert. Tankstellenbetreiber müssen die Preise für Dieselkraftstoff sowie Superbenzin (ROZ 95) auf elektronischem Weg an die  Energie-Control Austria übermitteln.